# ASKÖ Linz-Steg
ASKÖ Linz-Steg är en idrottsförening från Linz, Österrike. Föreningen grundades 5 april 1922 (som ATSV Steg) och är en del av ASKÖ. Den upplöstes 12 februari 1934, då även föreningens egendom beslagtogs och funktionärer fängslades. Den återgrundades hösten 1945 som ATSV Linz. Föreningen bytte 1975 namn till ASKÖ Linz Steg. Föreningen har aktivitet inom ett flertal sporter.
Föreningens volleybollsektion grundades 1972 med aktivitet först på damsidan, men sedan även herrsidan. Damlaget debuterade säsongen 1982/1983 i högstaligan 1. Bundesliga. Klubben tog sin första titel 2008 då de vann österrikiska cupen. De blev österrikiska mästare för första gången 2019. Totalt har laget vunnit fyra mästerskap (2019, 2021, 2022 och 2023) och sju österrikiska cuper (2008, 2009, 2011, 2019, 2020, 2021 och 2023).